# Baroreceptorski refleks
Baroreceptorski refleks je autonomni refleks koji potaknut istezanjem baroreceptora pri povišenju arterijskoga krvnog tlaka dovodi do njegova snižavanja na normalnu razinu. Najviše baroreceptora ima u karotidnom sinusu i u luku aorte. To su razgranati živčani završeci osjetljivi na tlak koji šalju impulse Heringovim živcem (lat. ramus sinus carotici nervi glossopharyngei) u solitarni trakt medularnog područja moždanog debla, a signali se iz aortalnog djela u moždano deblo provode vagus živcem. Receptori u karotidnom sinusu ne reagiraju na nizak tlak u rasponu od 0-8 kPa, a frekvencija odašiljanja impulsa doseže vrhunac pri taku od 24 kPa kada je istezanje veliko. Optimalno djeluju kod normalnog arterijskog tlaka (13 kPa) gdje i najmanja promjena tlaka uzrokuje znatno povećano ili smanjeno odašiljanje impulsa ovisno o tome je li tlak prethodno porastao ili se snizio u odnosu na 13 kPa. Što je brža promjena tlaka, to će i baroreceptori jače reagirati. Receptori u aorti djeluju slično, ali na razinama tlaka višim za 4 kPa. Baroreceptori podraženi istezanjem šalju signale u solitarni trakt moždanog debla, a iz njega slijede sekundarni impulsi koji uzrokuju inhibiciju vazokonstrikcijskog centra. Tako dolazi do dilatacije vena i arteriola, smanjuje se srčana frekvencija i snaga kontrakcije, arterijski tlak pada jer se smanjio periferni otpor i srčani minutni volumen. Suprotan učinak je kod niskog arterijskog tlaka ili kod priklještenja karotidnih arterija gdje dolazi do pada tlaka, smanjenog odašiljanja impulsa i smanjenje inhibicije vazokonstrikcijskog dijela vazomotoričkog centra. Upravo baroreceptori sprječavaju pad tlaka u glavi i gornjim dijelovima tijela kada iz ležećeg položaja naglo ustanemo.
Taj refleks predstavlja svojevrsni puferski sustav za tlak koji sprječava velike oscilacije i kolebanje srednjeg arterijskog tlaka kojeg drži u užem rasponu vrijednosti, nego što je to slučaj kada blokiramo prijenos impulsa iz baroreceptora u moždano deblo. 
Baroreceptori nakon par minuta smanjuju odašiljanje impulsa, a nakon dva do tri dana će se, unatoč povišenom tlaku, njihova aktivnost vratiti ponovno na normalnu razinu zbog čega su neučinkoviti u dugoročnoj regulaciji krvnog tlaka u kojoj ipak mogu sudjelovati jer se aktivnost ne vrača u potpunosti na osnovnu razinu. Posebice mogu smanjiti simpatičku aktivnost u bubrezima pa se tako potiče bubrežno lučenje natrijevih iona i vode što uzrokuje smanjenje volumena krvi i vraćanje arterijskog tlaka prema normalnim vrijednostima.

## Vazomotorički centar
Vazomotorički centar je smješten bilateralno u retikularnoj tvari produžene moždine i donjoj trećini mosta (lat. pons) moždanog debla. Šalje parasimpatičke podražaje preko vagusa, a simpatičke u kralježničku moždinu i preko perifernih živaca. Sudjeluje i u srčanom nadzoru tako da lateralni dio šalje ekscitacijske simpatičke impulse, a medijalni u dorzalne motoričke jezgre vaguse (lat. nuclei dorsalis nervi vagi) i smanjuju srčanu frekvenciju i kontraktilnost.
Centar se sastoji od vazokonstrikcijskog, vazodilatacijskog i senzoričkog područja:
- Vazokonstrikcijsko područje neprestano odašilje impulse frekvencijom 0,5-2 puta u sekundi i tako održava jednu konstantnu razinu konstrikcije žila, a to se zove vazomotoričkim tonusom. Nalazi se bilateralno u anterolateralnom gornjem dijelu produžene moždine, a vlakna neurona iz tog područja raspoređuju se po svim razinama kralježničke moždine. Tijekom spinalne anestezije se arterijski tlak smanji na 6,5 kPa što dokazuje učinak tog tonusa bez kojeg se ne može održati normalna razina arterijskog tlaka.

- Vazodilatacijsko područje nalazi se bilateralno u anterolateralnoj donjoj polovici produžene moždine i svojim vlaknima koči vazokonstrikcijsko područje i uzrokuje vazodilataciju.

- Senzoričko područje nalazi se u solitarnom traktu (bilateralno) u posterolateralnom dijelu produžene moždine i ponsa. Nadzire gore navedena područja, a u njega dolaze senzoričke obavijesti preko IX. i X. kranijalnog živca (lat. n. glossopharyngeus i n.vagus) iz cirkulacije. Ovo područje omogućuje refleksni nadzor npr. preko baroreceptora.

Vazomotorički centar nadzire i srčanu aktivnost. Lateralni dio centra odašilje ekscitacijske impulse preko simpatičkih vlakana što dovodi do povećanje srčane aktivnosti, a medijalni dio odašilje signale u susjedne dorzalne motoričke jezgre vaguse što dovodi fo smanjenja srčane aktivnosti.
Brojni mali neuroni u retikularnoj tvari mezencefalona i diencefalona mogu podražiti ili inhibirati vazomotorički centar. Neuroni u lateralnim i gornjim dijelovima mogu uzrokovati ekscitaciju, dok neuroni u medijalnom i donjem dijelu mogu uzrokovati blagu ekscitaciju ili inhibiciju vazomotoričkog centra. Posterolateralni dijelovi hipotalamusa uzrokuju ekscitaciju, a prednji dio ekscitaciju ili inhibiciju centra. Moždana kora također može djelovati na vazomotorički centar. Podraživanje motoričke kore uzrokuje ekscitaciju pri povećanoj tjelesnoj aktivnosti, dok podraživanje prednjeg temporalnog režnja, orbitalnih područja frontalne kore, prednjeg dijela girusa cunguli, amigdala, septuma i hipokampusa uzrokuje ekscitaciju ili inhibiciju.
Završeci vazokonstrikcijskih živaca gotovo uvijek luče noradrenalin koji djeluje izravno na α-adrenergične receptore glatkih mišiča krvnih žila. Simpatički živci djeluju na sve dijelove cirkulacije pa tako i na srž nadbubrežne žlijezde koja luči adrenalin i noradrenalin. Te dvije tvari uglavnom imaju vazokonstrikcijsku ulogu dok adrenalin zbog β-adrenergičnih receptora u pojedinim žilama može djelovati i vazodilatacijski.